# Joaquinite-(Ce)
La joaquinite-(Ce) est une espèce minérale du groupe des silicates,  sous groupe des cyclosilicates, de formule Ba2NaCe2Fe2+(Ti,Nb)2(Si4O12)2O2(OH,F)·H2O avec des traces de Th, Y, Mn, Mg, Ca, Sr, K. Les cristaux peuvent atteindre une taille de 1,2 cm.

## Historique de la description et appellations

### Inventeur et étymologie
La joaquinite a été décrite en 1909 par le minéralogiste George Louderback. Son nom est inspiré du topotype.

### Topotype
- Joaquin ridge, au mont Diablo, comté de  San Benito, Californie, États-Unis.
- Les échantillons types sont déposés à l'université Harvard, Cambridge, Massachusetts, États-Unis, N° 90 840.

## Caractéristiques physico-chimiques

### Critères de détermination
La joaquinite-(Ce) est transparente à translucide, d'éclat vitreux à soyeux et de couleur tirant sur le brun, orange-brun, jaune ou jaune-miel. Son trait est blanc. Son habitus est tabulaire et isométrique. Elle possède une très faible radioactivité.

### Cristallochimie
La joaquinite est le chef de file d'un groupe de minéraux aux formules chimiques très semblables, le groupe de la joaquinite :
| Minéral                  | Formule                                     | Groupe ponctuel | Groupe d'espace |
| ------------------------ | ------------------------------------------- | --------------- | --------------- |
| Bario-orthojoaquinite    | (Ba,Sr)4Fe2+2Ti2(Si4O12)2O2·H2O             | mmm ou mm2      | Ccmm ou Ccm2    |
| Byelorussite-(Ce)        | NaBa2(Ce,La)2Mn2+Ti2(Si4O12)2O2(F,OH)·H2O   | 222             | P212121         |
| Joaquinite-(Ce)          | Ba2NaCe2Fe2+(Ti,Nb)2(Si4O12)2O2(OH,F)·H2O   | 2               | C2              |
| Orthojoaquinite-(Ce)     | Ba2NaCe2Fe2+Ti2(Si4O12)2O2(O,OH)·H2O        | mmm ou mm2      | Ccmm ou Ccm21   |
| Orthojoaquinite-(La)     | Ba2Na(La,Ce)2Fe2+Ti2(Si4O12)2O2(OH,O,F)·H2O | mmm             | Ccmm            |
| Strontio-joaquinite      | Ba2Sr2(Na,Fe2+)2Ti2(Si4O12)2O2(O,OH)2·H2O   | 2               | C2              |
| Strontio-orthojoaquinite | Ba2Sr2(Na,Fe2+)2Ti2(Si4O12)2O2(O,OH)2·H2O   | mmm ou mm2      | Pbcm ou Pbc2    |

### Cristallographie

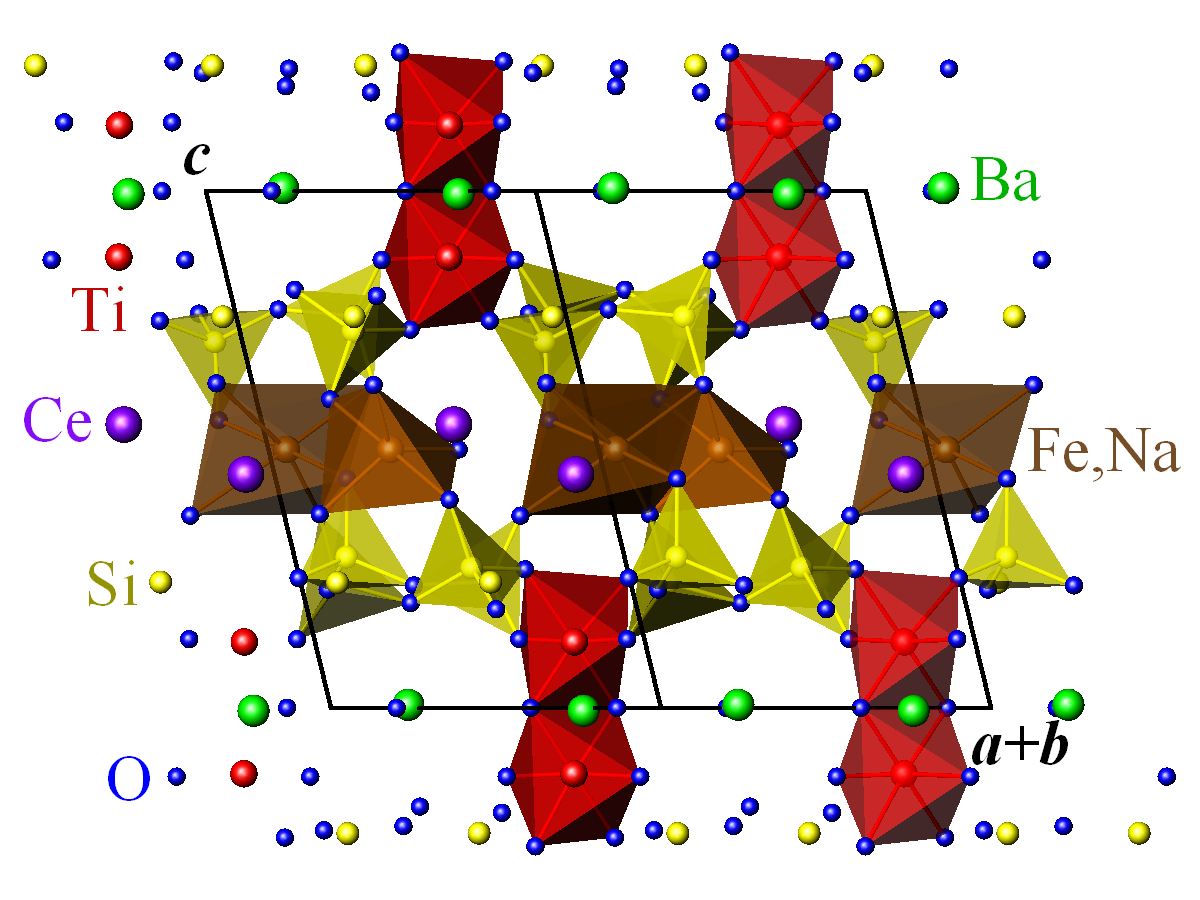
Structure de la joaquinite-(Ce), projetée dans le plan (a+b, c). Violet : Ce, vert : Ba, marron : Fe, Na, rouge : Ti, bleu : O. Les atomes d'hydrogène ne sont pas représentés.

La joaquinite-(Ce) Ba2Ce2Ti2(Fe1,04Na0,96)Si8O26(OH)·(H2O) cristallise dans le système cristallin monoclinique, de groupe d'espace C2 (Z = 2 unités formulaires par maille conventionnelle).
- Paramètres de la maille conventionnelle : {\displaystyle a} = 10,516 Å, {\displaystyle b} = 9,686 Å, {\displaystyle c} = 11,833 Å ; β = 109,67° (V = 1 134,95 Å3)
- Masse volumique calculée = 4,11 g/cm3

Les cations Ba2+ sont entourés par 11 anions O2−, avec une longueur de liaison Ba-O moyenne de 2,950 Å. Les cations Ce3+ sont entourés par 9 anions O2−, avec une longueur de liaison Ce-O moyenne de 2,595 Å.
Les cations Fe2+ et Na+ sont situés sur deux sites d'occupation mixte non-équivalents : (Fe,Na)1 est en coordination trigonale bipyramidale déformée d'O2− (longueur de liaison moyenne 2,106 Å), (Fe,Na)2 est en coordination octaédrique déformée d'O2− (longueur de liaison moyenne 2,469 Å). Les groupes (Fe,Na)O6 et (Fe,Na)O5 sont reliés entre eux par une arête et forment des dimères isolés (Fe,Na)2O9, séparés dans le plan (a, b) par les atomes de cérium.
Les cations Ti4+ sont en coordination octaédrique déformée d'O2− (longueur de liaison moyenne 1,946 Å). Les octaèdres TiO6 sont reliés deux à deux par une arête et forment des dimères isolés Ti2O10, séparés dans le plan (a, b) par les atomes de baryum.
Les cations Si4+ occupent quatre sites non-équivalents et sont en coordination tétraédrique d'O2− (longueur de liaison moyenne 1,638 Å). Les tétraèdres SiO4 sont reliés entre eux par leurs sommets et forment des anneaux isolés Si4O12.
La structure de la joaquinite-(Ce) consiste en un empilement de couches ABCB parallèles au plan (a, b), A contenant les groupes (Fe,Na)2O9 et les atomes de baryum, B contenant les anneaux Si4O12 et C contenant les groupes Ti2O10 et les atomes de cérium.

## Gîtes et gisements

### Gîtologie et minéraux associés
La joaquinite-(Ce) se trouve :
- dans les veines de natrolite coupant des schistes à glaucophane dans un corps de serpentine (San Benito Co., Californie), associée avec la bénitoïte, la neptunite et la natrolite  ;
- dans les syénites alcalines (Seal Lake, Canada), associée avec l'aegirine, la barylite, l'eudidymite et la neptunite.

### Gisements producteurs de spécimens remarquables
- États-Unis

San Benito, Comté de San Benito, Californie,,,,
Comté de Pulaski, Arkansas
Comté de Hot Spring,
- Canada

Mont Saint-Hilaire, Québec
- Groenland

Narssârssuk, Igaliko, Narsaq, province de Kitaa (ouest Groenland)
- Hongrie

Pécs, Mecsek Mts., Baranya, Comté Baranya

## Galerie

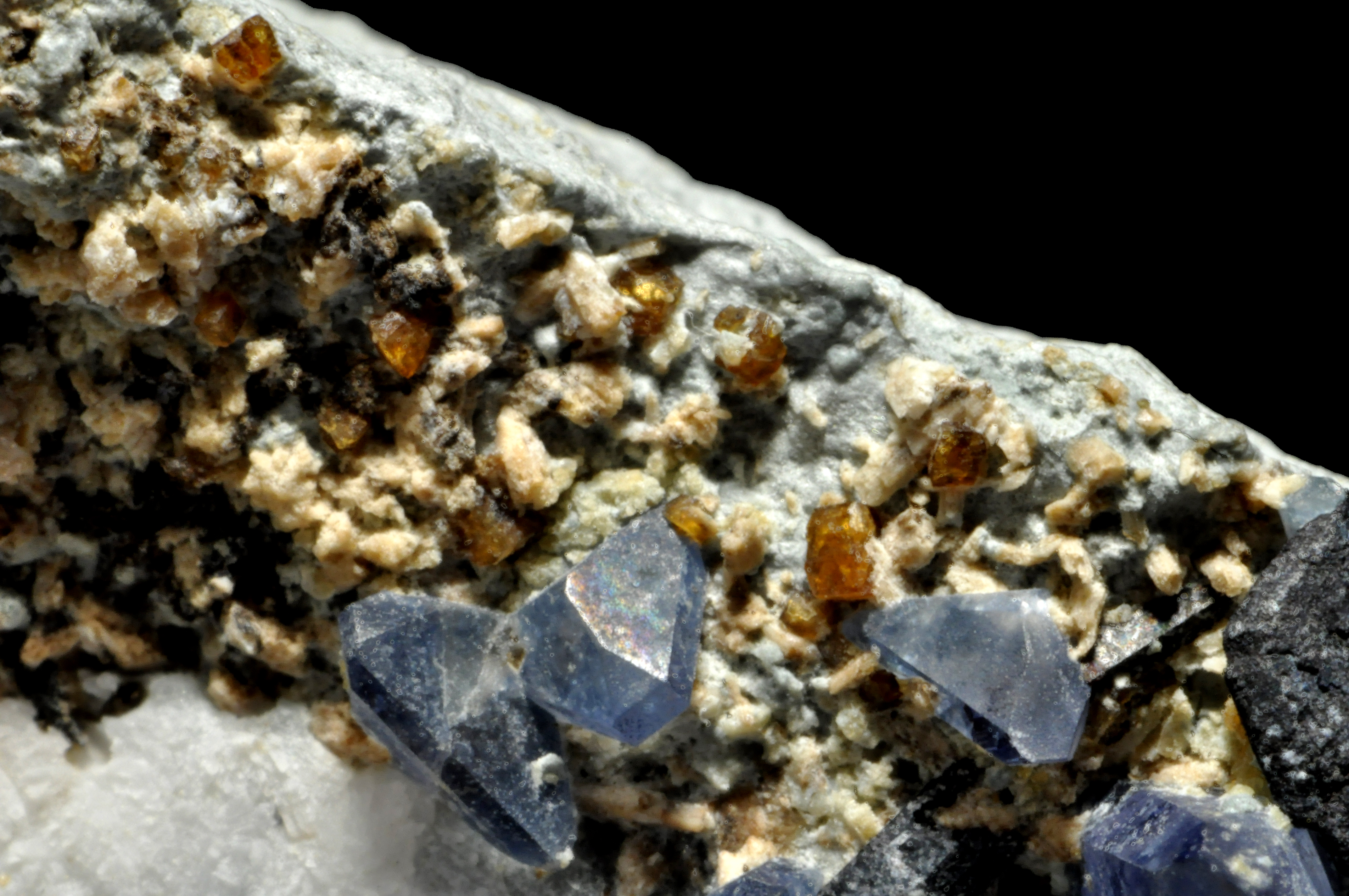
Joaquinite-(Ce) avec bénitoïte - Californie
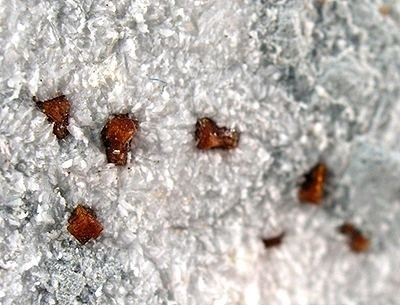
DallSan Benito, États-Unis, cristaux : jusqu'à 2 mm
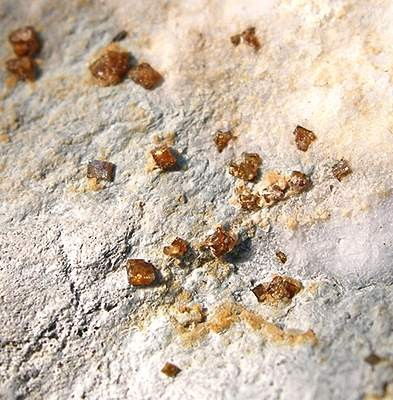
San Benito, États-Unis, cristaux : jusqu'à 1 mm